# Jessica Tarrière
Jessica Tarrière-Anne, née le 11 mai 1982 est une pilote française de rallycross. Elle participe notamment à la coupe de France de rallycross féminine, et remporte le titre en 2006, 2007, 2008, 2016, 2017, 2018 et 2019.

## Biographie
Jessica Tarrière est la fille de Gustave Tarrière, champion de France qui participa à la notoriété du rallycross dans les années 1980.
Elle fait ses premiers pas en compétition sur la glace au Trophée Andros, lors de l'hiver 2004 - 2005.
En 2005, elle prend le volant en rallycross, en Division 4, au volant d'une Citroën Saxo VTS.
Pilote du Team Tarrière Compétition, Jessica Tarrière court avec les hommes dans cette discipline sportive automobile.
En 2006, elle évolue en Division 2, sur Honda Civic.
En 2007, dans le championnat de France de Division 2, lors de la première manche qualificative du trophée O. HERVIEUX, Jessica Tarrière, pilotant sa Honda Civic Type R de l’année précédente, réalise le meilleur temps, battant tous les hommes de la catégorie, ce qui constitue un exploit en D2
Jess pilotait alors une Fiat Punto Abarth Super 1600.
vignette
Jess a piloté en Supercar en 2014 et 2015. Depuis 2016, Jess roule en CLIO 2 RS MAXI F2000, voiture 2 roues motrice de 260 cv, boite séquentielle 3MO.

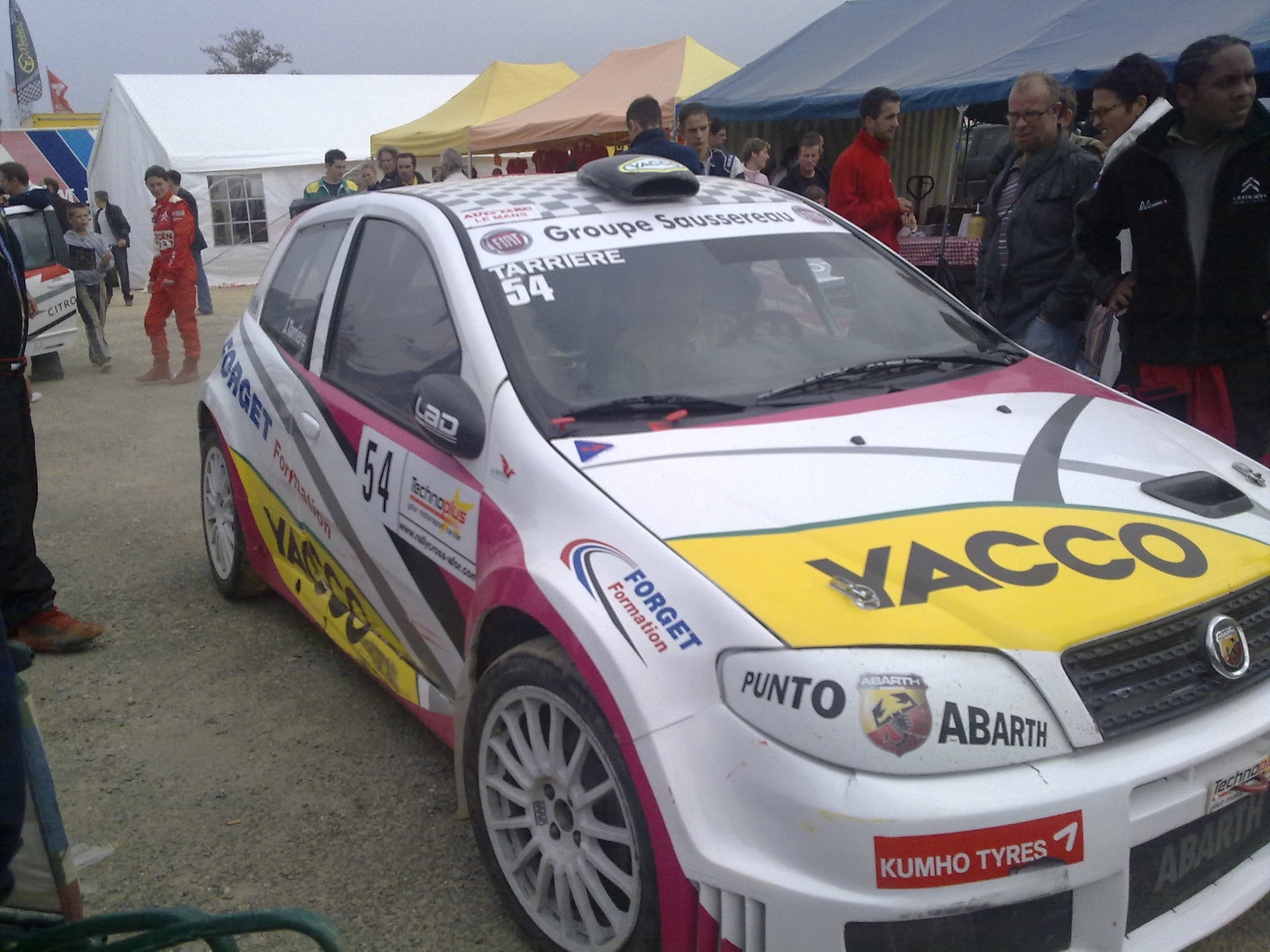
l’Abarth du Team Jess Tarriére compétition
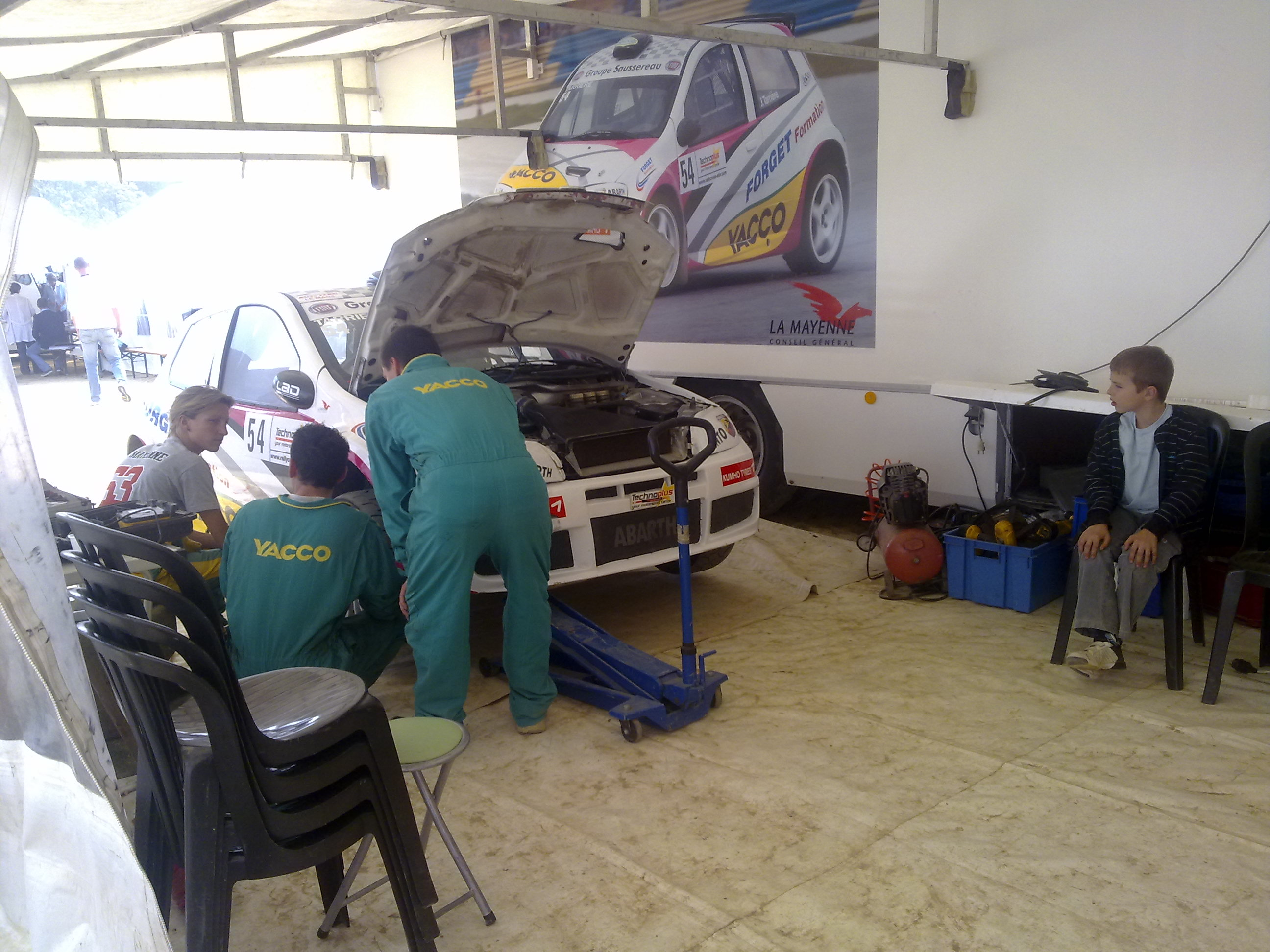
Jess Tarrière au paddock circuit Maurice Forget
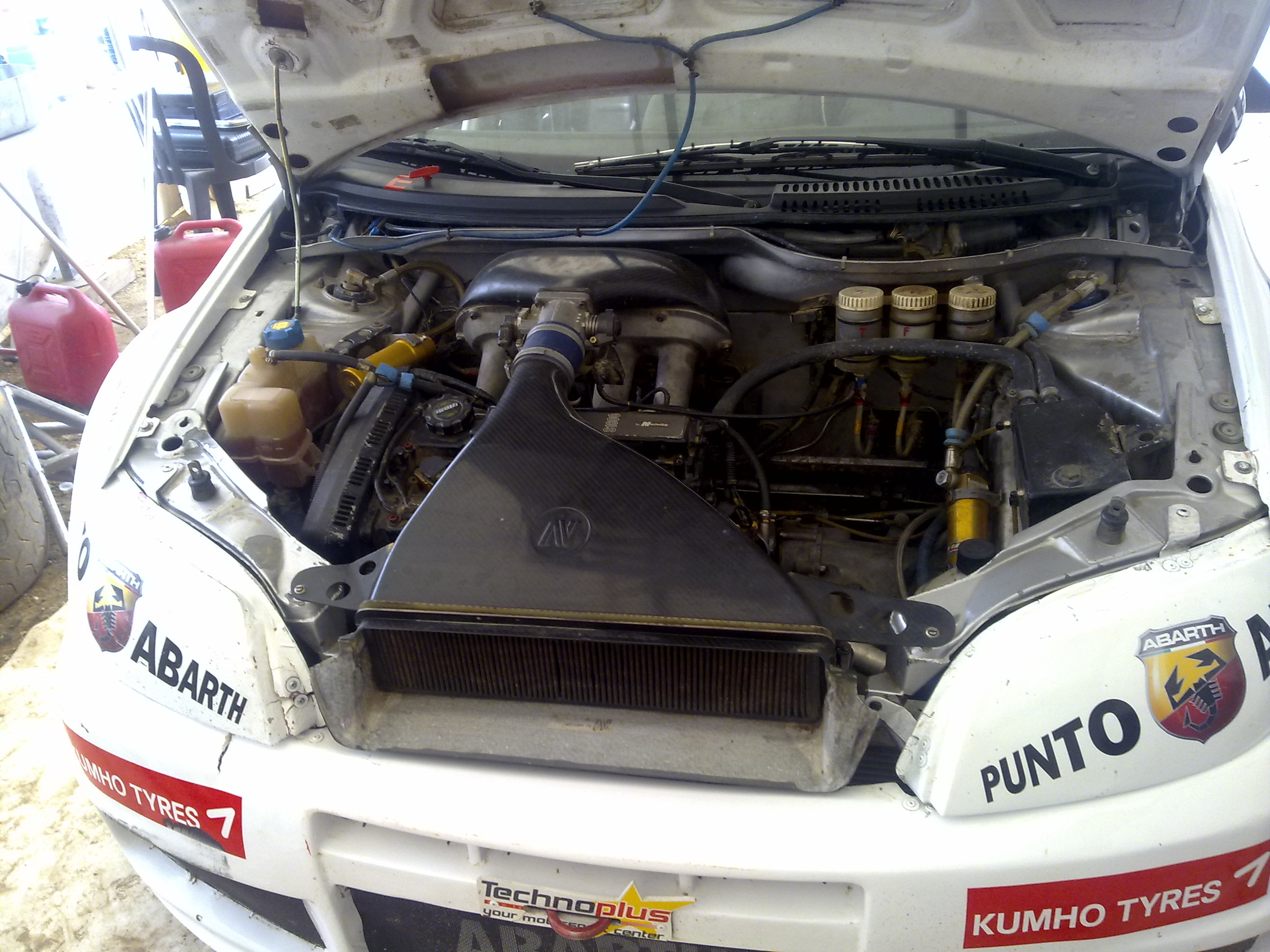
moteur Abarth 1600

## Vie privée
Elle est mariée au pilote de rallycross Emmanuel Anne, champion 2014 de la Division 4. Elle porte depuis le nom de Tarrière-Anne.

### sources et références
1. ↑  
Ouest-France : Jessica vise le titre national, 25 avril 2006 (lire en ligne)
2. ↑  
« Jessica pilote du Team Tarrière Compétition », sur le site, 2009
3. ↑  
« Rallycross Dreux Essais », sur le site de la FFSA, 2009 (consulté le 18 février 2012)
4. ↑  
« On refait Mayenne... », sur le site AFOR 2010, 2009 (consulté le 18 février 2012)
5. ↑  « Rallycross de Mayenne. Emmanuel Anne et Jessica Tarrière : «  Une passion commune  » », sur Ouest France, 20 septembre 2019